# Córcega del Sur
Córcega del Sur (en francés: Corse-du-Sud, en corso: Corsica Suttana) es uno de los dos departamentos franceses situados en la isla de Córcega. Limita al norte y al noreste con el departamento de Alta Córcega y al sur, al este y al oeste con el mar Mediterráneo. Acoge la ciudad de Ajaccio, capital del departamento y de la isla.

## Historia
Este departamento fue oficialmente constituido el 1 de enero de 1976, aunque estaba prevista su creación desde el 15 de mayo del año anterior, cuando se promulgó la ley que determinaba la división de la isla en las dos actuales "porciones". Sus límites se corresponden con los del antiguo departamento de Liamone, que existió desde 1793 hasta 1811.

## Geografía
- Como indica su nombre, el departamento comprende la parte meridional de la isla, mientras que la septentrional forma el de Alta Córcega (en francés Haute-Corse).
- Cerdeña se encuentra a solo 13 km (6,5 km para los islotes más cercanos)
- La isla de Córcega es una isla bastante montañosa, característica reflejada en el departamento. Destacan los picos del Maniccia (2.425 metros -el punto más alto del departamento), el monte Renoso (2.352 metros) o la Punta a le Porte (2.313 metros).
- En lo que se refiere a accidentes costeros, destacan el golfo de Porto o el de Ajaccio y las Islas Sanguinarias -en la costa oeste de Ajaccio.
- Principales ríos: Liamone, Prunelli, Gravona, Taravo, Fiumicicoli
- Lagos: el de mayor superficie en el de Tolla (de un kilómetro cuadrado). El de Bracca, a 2.090 m s. n. m. es el que se encuentra a mayor altura. También se encuentran el lago de Figari y los estanques de Balistra, de Santa-Julia y de Canetto.

## Demografía
| 1962   | 1968   | 1975    | 1982    | 1990    | 1999    |
| ------ | ------ | ------- | ------- | ------- | ------- |
| 79.756 | 89.566 | 100.278 | 108.604 | 118.808 | 118.593 |

## Otras referencias
- Historia, demografía y otros datos de interés de Córcega del Sur

- Datos: Q3336
- Multimedia: Corse-du-Sud / Q3336